# Nikolaï Kazanski
Pour les articles homonymes, voir Kazanski.
Nikolaï Nikolaïevitch Kazanski (en russe : Николай Николаевич Казанский), né le 25 juin 1952 à Léningrad, est un philologue classique russe, spécialiste du grec ancien et d'histoire comparée des langues indo-européennes. C'est le petit-fils du philologue classique Boris Vassilievitch Kazanski (1889-1962).

## Carrière
Le professeur Kazanski est nommé en 1997 membre correspondant, puis académicien de l'Académie des sciences de Russie en 2006. Il est directeur de l'institut des recherches linguistiques de l'Académie des sciences de Russie depuis 2001, membre du præsidium du centre d'études de Saint-Pétersbourg, membre depuis 2001 du conseil de la langue russe auprès du président de la fédération de Russie et membre depuis 2002 du bureau du département des sciences historico-linguistiques de l'Académie des sciences de Russie.
Le professeur Kazanski est professeur à l'université d'État de Saint-Pétersbourg et docteur en philologie. Il est également membre des comités de rédaction de différentes revues savantes, telles que Questions de linguistique, Le Messager de l'histoire antique, Langue et activité de la parole. Il est rédacteur de la revue Acta Linguistica Petropolitana publiée par l'institut de recherches linguistiques et organise une conférence annuelle en mémoire du professeur Iossif Tronski, dont il fait publier sous sa responsabilité la documentation.
Nikolaï Kazanski a terminé en 1974 ses études à l'université d'État de Léningrad (aujourd'hui Saint-Pétersbourg) à la chaire de philologie classique. Il a étudié notamment auprès des professeurs Aristide Dovatour et Alexandre Zaïtsev et a poursuivi ses études indoeuropéennes auprès du professeur Leonard Herzenberg.
Sa thèse d'aspirant au doctorat en 1980 porte sur Les Liens linguistiques des langues gréco-anatoliennes en Asie Mineure, notamment sur le dialecte de Pamphylie. Sa thèse de doctorat porte quant à elle en 1990 sur Les Problèmes de l'histoire ancienne du grec ancien: reconstructions linguistiques et problème de la norme linguistique.
Le professeur Kazanski s'intéresse d'abord aux fondements du grec ancien, et en particulier aux concordances entre la langue mycéniennne et la langue homérique, ainsi qu'à la dialectologie du grec ancien et à la reconstruction de la situation linguistique à l'origine de l'indoeuropéen. Il étudie pour cela les verbes et l'onomastique. il est l'auteur de plus de 150 publications.
Son épouse Wanda est également spécialiste de grec ancien et d'études indoeuropéennes.

## Monographies
- Les Dialectes du grec ancien, Léningrad, 1983, 100 pages
- Dictionnaire analytique et méthodique de grec ancien. Période crêto-mycénienne, Léningrad, 1986
- (en) Principles of the Reconstruction of a Fragmentary Text (New Stesichorean Papyri), Saint-Pétersbourg, 1997, 154 pages

## Source
- (ru) Cet article est partiellement ou en totalité issu de l’article de Wikipédia en russe intitulé « Казанский, Николай Николаевич (филолог) » (voir la liste des auteurs).